# Bundesstraße 250
Bundesstraße 250 is de naam voor twee bundesstraßen in Duitsland.
Het bestaan van twee bundesstraßen die de naam B250 dragen, is mogelijk door de Duitse deling. Het is een van de weinige bundesstraßen waar het nummer twee keer van weggegeven is. Zo werd bij de verdeling van de Reichsstraßen in 1932 het nummer 250 aan de weg van Wanfried naar Creuzburg gegeven. Omdat de weg maar 17 km lang was en ook de Duits-Duitse grens doorsnijdt, heeft de DDR besloten dat de weg niet zonder toestemming bereden mag worden. In hetzelfde jaar was bij Nebra in het huidige Saksen-Anhalt, Kreisstadt een weg aangelegd. In de DDR was het gewenst dat elke Kreisstadt ten minste één Fernverkehrsstraße (Bundesstraße in de DDR) bereikbaar was. Daarom besloot men dat de weg van Querfurt naar Eckartsberga wordt uitgebreid naar een Fernverkehrsstraße. Voor die weg werd het nummer F250 gekozen. Na de Duitse hereniging in 1990 werd de oude B250 bij Treffurt, nieuw leven in geblazen. De andere B250 hield zijn nummer, waardoor er twee bundesstraßen zijn met het nummer 250 in Duitsland.

## B250 van Wanfried naar Creuzburg
De Bundesstraße 250 (ook wel B250) is een bundesstraße in Duitsland die loopt door de deelstaten Hessen en Thüringen. De B250 begint bij Wanfried, loopt verder via de stad Treffurt, om te eindigen bij Creuzburg. De B250 is ongeveer 17 km lang.

## B250 van Querfurt naar Eckartsberga
De Bundesstraße 250 (ook wel B250) is een bundesstraße in Duitsland die loopt door de deelstaat Saksen-Anhalt. De B250 begint bij Querfurt, loopt verder via de steden Nebra en Bad Bibra, om te eindigen bij Eckartsberga. De B250 is ongeveer 38 km lang.
B1 · B3 · B7 · B8 · B9 · B10 · B26 · B27 · B35 · B37 · B38 · B39 · B40 · B41 · B42 · B43 · B43a · B44 · B45 · B47 · B48 · B49 · B50 · B51 · B52 · B53 · B54 · B55 · B55a · B56 · B56n · B57 · B58 · B59 · B61 · B62 · B63 · B64 · B65 · B66 · B66n · B67 · B68 · B70 · B80 · B83 · B84 · B219 · B220 · B221 · B223 · B224 · B225 · B226 · B227 · B228 · B229 · B230 · B231 · B233 · B234 · B235 · B236 · B237 · B238 · B239 · B241 · B249 · B250 · B251 · B252 · B253 · B254 · B255 · B256 · B257 · B258 · B259 · B260 · B261 · B262 · B263 · B264 · B265 · B266 · B267 · B268 · B269 · B270 · B271 · B272 · B274 · B275 · B277a · B278 · B279 · B284 · B288 · B323 · B324 · B326 · B327 · B399 · B400 · B403 · B405 · B406 · B407 · B409 · B410 · B411 · B412 · B413 · B414 · B416 · B417 · B418 · B419 · B420 · B421 · B422 · B423 · B424 · B426 · B427 · B428 · B429 · B448 · B449 · B450 · B451 · B452 · B453 · B454 · B455 · B456 · B457 · B458 · B459 · B460 · B469 · B473 · B474 · B475 · B476 · B477 · B478 · B479 · B480 · B481 · B482 · B483 · B484 · B485 · B486 · B487 · B488 · B489 · B499 · B504 · B506 · B507 · B508 · B509 · B510 · B511 · B513 · B514 · B515 · B516 · B517 · B519 · B520 · B521 · B525 · B528 · B611
B1 · B2 · B4 · B6 · B6n · B7 · B19 · B27 · B62 · B71 · B71n · B79 · B80 · B81 · B84 · B85 · B86 · B87 · B88 · B89 · B90 · B91 · B92 · B93 · B94 · B95 · B96 · B97 · B98 · B99 · B100 · B101 · B107 · B115 · B156 · B169 · B170 · B171 · B172 · B172a · B172b · B173 · B174 · B175 · B176 · B178 · B180 · B181 · B182 · B183 · B183a · B184 · B185 · B186 · B187 · B187a · B188 · B189 · B190 · B190n · B242 · B243 · B244 · B245 · B245a · B246 · B246a · B247 · B248 · B248a · B249 · B250 · B278 · B280 · B281 · B282 · B283 · B285